# Apogon hoevenii
 Apogon hoevenii és una espècie de peix de la família dels apogònids i de l'ordre dels perciformes.

## Morfologia
Els mascles poden assolir els 6 cm de longitud total.

## Distribució geogràfica
Es troba a l'Índia, Indoxina, Malàisia i des del nord d'Austràlia fins al Japó.